# Medovarce
Medovarce – wieś (obec) na Słowacji położona w kraju bańskobystrzyckim, w powiecie Krupina. Pierwsze wzmianki o miejscowości pochodzą z roku 1156.
Według danych z dnia 31 grudnia 2012, wieś zamieszkiwało 251 osób, w tym 135 kobiet i 116 mężczyzn.
W 2001 roku pod względem narodowości i przynależności etnicznej 91,8% mieszkańców stanowili Słowacy, a 5,47% Romowie.
Ze względu na wyznawaną religię struktura mieszkańców kształtowała się w 2001 roku następująco:
- Katolicy rzymscy – 64,06%
- Ewangelicy – 30,47%
- Ateiści – 2,73%
- Nie podano – 2,73%